# Аль-Риффа
«Аль-Риффа» (араб. نادي الرفاع الرياضي‎) — бахрейнский футбольный клуб из города Эр-Рифа-эш-Шарки. Выступает в чемпионате Бахрейна. Домашней ареной клуба является Бахрейнский национальный стадион, вместимостью 35 тысяч зрителей.

## История
Футбольный клуб «Аль-Риффа» был основан в 1953 году.
Впервые чемпионом Бахрайна команда стала в 1982 году и с тех пор завоевала 14 титулов (последний в 2022 году). По количеству побед в национальном чемпионате «Аль-Риффа» уступает только «Аль-Мухарраку» (34 титула). В Кубке короля Бахрейна «Аль-Риффа» побеждала восемь раз, а в Кубке наследного принца Бахрейна — четыре раза.
В активе команды есть также победа на первом истории Кубке Бахрейна в 2000 году, где «Аль-Риффа» обыграла «Аль-Ахли». Позднее команда становилась обладателем национального кубка в 2001, 2004 и 2014 годах. Дважды «Аль-Риффа» выигрывала Суперкубок Бахрайна.
Успехи на национальном уровне позволяли клубу неоднократно выступать на всеазиатских турнирах. В Лиге чемпионов АФК лучшим результатом «Аль-Риффа» являлось участие в групповом этапе сезона 2004 года, где бахрейнцы заняли последнее четвёртое место. До полуфинала Кубка АФК команда доходила в 2010 году, покинув турнир после поражения от кувейтского клуба «Аль-Кадисия».
В 1982 и 1995 году клуб выходил в финал Кубка чемпионов Персидского залива. В Арабской лиге чемпионов «Аль-Риффа» участвовала 10 раз. В 1997 году команда одержала победу на турнире Scissors Cup в Индии. На международном турнире в городе Абха (Саудовская Аравия) в 1999 году команда стала последней на групповом этапе.
Играла «Аль-Риффа» и с соперниками из Европы. В частности в январе 2022 года клуб провёл товарищеский матч против «Кордовы», которая проводила сбор в Бахрейне перед возобновлением игр четвёртого по силе дивизиона Испании. Встреча завершилась ничейным результатом 1:1, а единственный гол в составе бахрейнской команды забил Хасан Саед.
В составе клуба в разное время играли футболисты, имеющие опыт выступления за различные национальные сборные, такие как Салман Иса (Бахрейн), Ахмад Мадания (Сирия), Жан Фуэнтес (Венесуэла), Азамат Байматов (Кыргызстан), Виктор Монтаньо (Колумбия), Мохамед Зубья (Ливия), Айман аль-Хагри (Йемен) и Рашид Джебайли (Алжир).

## Достижения
- Чемпион Бахрейна (14): 1982, 1987, 1990, 1993, 1997, 1998, 2000, 2003, 2005, 2012, 2014, 2019, 2021, 2022
- Победитель Кубка Бахрейна (4): 2000, 2001, 2004, 2014
- Победитель Кубка короля Бахрейна (7): 1973, 1985, 1986, 1998, 2010, 2019, 2021
- Победитель Кубка наследного принца Бахрейна (4): 2002, 2003, 2004, 2005
- Победитель Суперкубка Бахрейна (2): 2019, 2021

## Главные тренеры
Список главных тренеров:
- Тео Ласеромс (1981—1985)
- Ули Масло (1985—1988, 1993—1994)
- Босс Нильссон (1996, 1999)
- Рене Тельман (1996—1998)
- Небойша Вукович (2001—2002)
- Родион Гачанин (2002—2005)
- Драган Талаич (2005—2006)
- Сречко Юричич (2007)
- Элко Шаттори (2007—2008)
- Жозе Гарриду (2008—2010)
- Флорин Мотрок (2013—2014)
- Иса Садон (2014—2016)
- Салман Шарида (2016—2017)
- Драган Йованович (2018)
- Али Ашур (2019—2022)
- Марио Росас (2023)
- Хишам Аль-Махузи (2023—2024)
- Хитам Джатал (с 2024 года)

## Последние результаты
| Сезон   | Див. | Место |         | Сезон | Див. | Место |
| ------- | ---- | ----- | ------- | ----- | ---- | ----- |
| 2003    | I    | 1     | 2014/15 | I     | 5    |       |
| 2004    | I    | 2     | 2015/16 | I     | 4    |       |
| 2005    | I    | 1     | 2016/17 | I     | 2    |       |
| 2005/06 | I    | 3     | 2017/18 | I     | 7    |       |
| 2006/07 | I    | 2     | 2018/19 | I     | 1    |       |
| 2007/08 | I    | 4     | 2019/20 | I     | 3    |       |
| 2008/09 | I    | 2     | 2020/21 | I     | 1    |       |
| 2009/10 | I    | 3     | 2021/22 | I     | 1    |       |
| 2010/11 | I    | 2     | 2022/23 | I     | 4    |       |
| 2011/12 | I    | 1     | 2023/24 | I     | 2    |       |
| 2012/13 | I    | 4     | 2024/25 | I     |      |       |
| 2013/14 | I    | 1     | 2025/26 |       |      |       |

## Международные турниры
По состоянию на 2 ноября 2024 года
| Турнир                             | Дебют | Лучший результат      | Уч | М  | В  | Н  | П  | ГЗ | ГП |
| ---------------------------------- | ----- | --------------------- | -- | -- | -- | -- | -- | -- | -- |
| Лига чемпионов АФК                 | 1991  | Групповой этап (2004) | 5  | 10 | 5  | 1  | 4  | 11 | 10 |
| Кубок АФК                          | 2010  | Полуфинал (2010)      | 7  | 46 | 23 | 8  | 15 | 74 | 61 |
| Кубок чемпионов Персидского залива | 1988  | Финал (1982, 1995)    | 9  | 41 | 9  | 11 | 21 | 44 | 64 |
| Арабская лига чемпионов            | 1984  | —                     | 10 | 28 | 6  | 6  | 16 | 30 | 43 |